# Hirado (miasto)
Hirado (jap. 平戸市 Hirado-shi) – miasto w prefekturze Nagasaki w Japonii, położone na wyspach Hirado i Kiusiu.